# Остров Мак-Клинтока
Остров Мак-Клинтока — крупный остров архипелага Земля Франца-Иосифа, Приморский район Архангельской области России.
Высшая точка — 521 метр, расположена около центра острова. Площадь около 612 км².
Ото льда свободны лишь небольшие участки суши, крупнейший из них расположен на юго-западе острова, у мыса Диллона. Там же расположен астрономический пункт и развалины старых строений.
Озёра отсутствуют. Имеется несколько сезонных ручьёв.
Назван в честь ирландского исследователя Арктики Фрэнсиса Леопольда Мак-Клинтока (англ. Francis Leopold McClintock).

## Купола и ледники
Бо́льшую часть острова занимают ледники и ледниковые купола, их высшая точка — 465 м. Крупнейший из них это ледник Симони.

## Прилегающая акватория
Остров омывается Баренцевым морем.

### Проливы
- пролив Абердер — с запада отделяет остров Мак-Клинтока от острова Брейди.
- пролив Негри — узкий пролив, отделяющий остров на востоке от острова Галля.

## Мысы острова Мак-Клинтока
Перечисление от крайней западной точки по часовой стрелке:
- мыс Диллона — крайняя западная точка острова.
- мыс Карпинского
- мыс Грили
- мыс Копленд — крайняя северная точка
- мыс Берген
- мыс Брюнн
- мыс Оппольцера

## Ближайшие острова
Мелкие
- острова Люрики
- остров Огор
- острова Борисяка

Крупные
- остров Алджер
- остров Брейди
- остров Галля